# Hymeniacidon agminata
Hymeniacidon agminata är en svampdjursart som beskrevs av Ridley 1884. Hymeniacidon agminata ingår i släktet Hymeniacidon och familjen Halichondriidae. Inga underarter finns listade i Catalogue of Life.